# Sandkasten

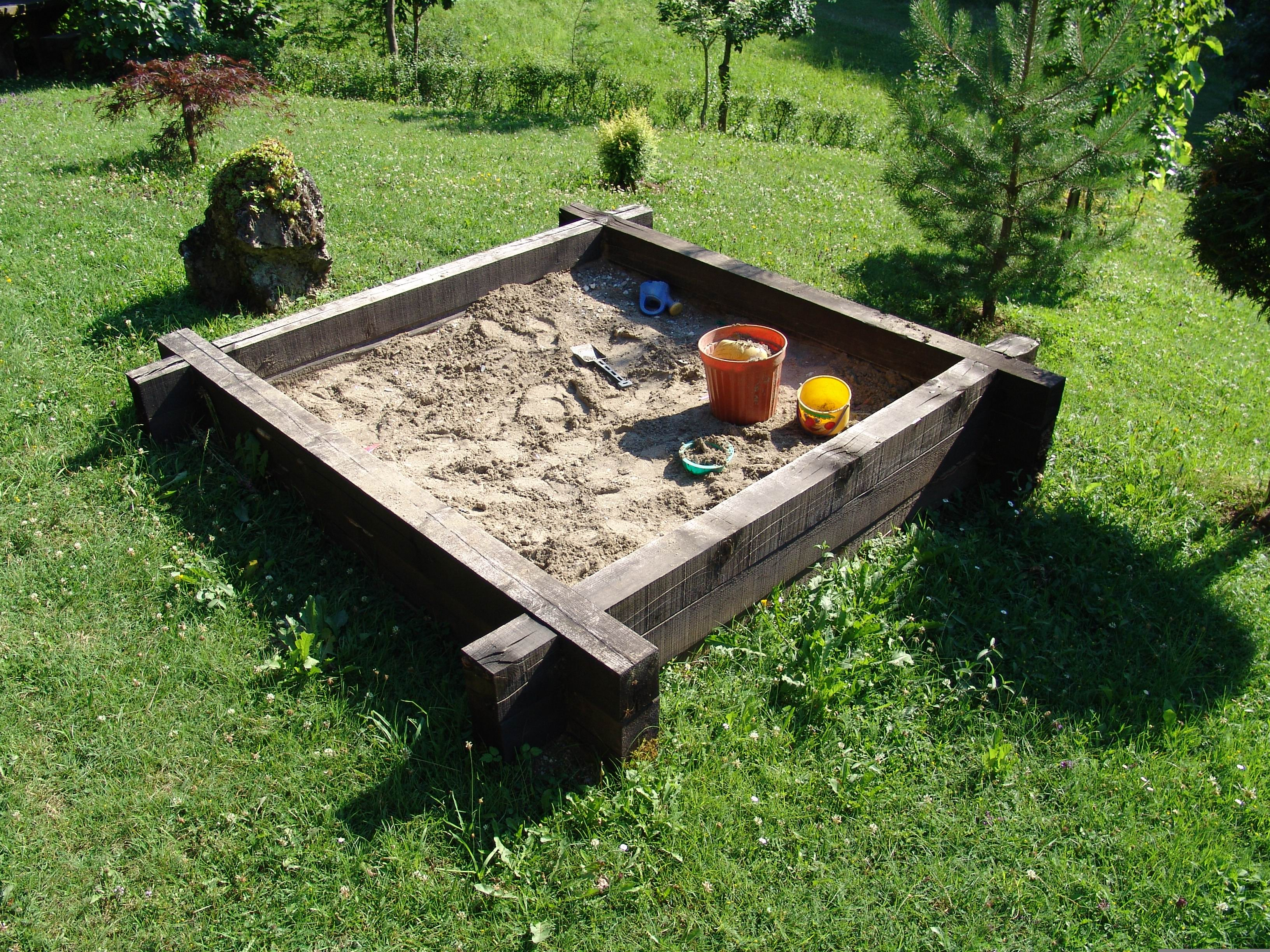
Sandkasten für Kinder

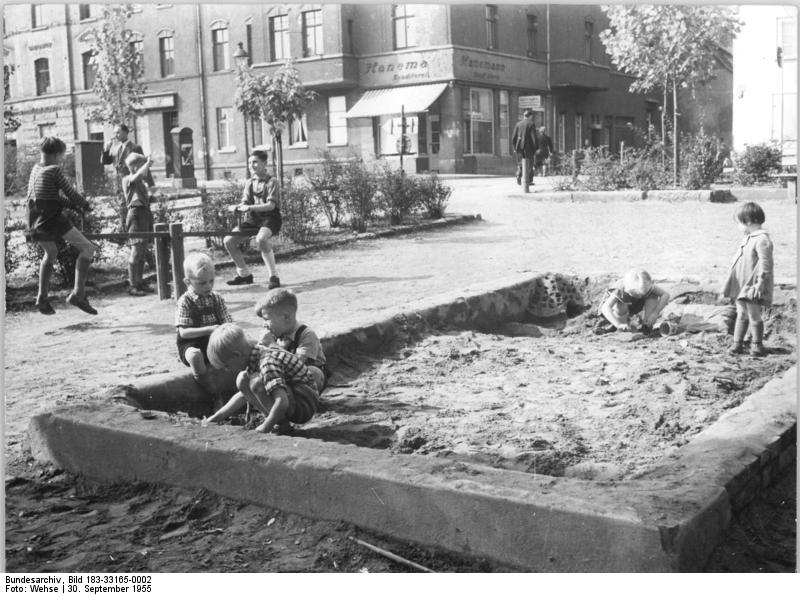
Sandkasten, Erfurt (1955)

Ein Sandkasten, auch als Buddelkasten, Buddelkiste oder Sandkiste bezeichnet, ist ein von der Umgebung abgegrenzter Bereich, der mit Spielsand gefüllt ist. Er ist als Spielraum für Kinder bis zum Grundschulalter gedacht und befindet sich vornehmlich auf Spielplätzen, in Grünanlagen oder in Gärten. Eine rundum hochstehende Einfassung, oft aus Brett- oder Rundholz, dient als Sitzgelegenheit und Windschutz.
Im Sand kann gestanden, gesessen, gekniet werden; wer sauber bleiben will, sitzt am Rahmen der Bank. In und mit dem Sand ist sehr vielfältiges Spiel möglich, alleine mit den Händen oder mit vielerlei Werkzeug: Graben, Bohren, Rechen, Tragen, Schütten, Bauen, Sieben, Rieseln, Formen, Zeichnen und – bei Umstehenden unbeliebt – Verblasen. Mit wenig Wasser lässt sich Sand über Kapillarwirkung verfestigen, mit viel Wasser verflüssigen. Dinge können durch Eingraben befestigt oder verschüttet werden. Rasch und einfach können mit Sandförmchen Sandkuchen „gebacken“ werden; eine klassische große Aufgabe ist es, eine Sandburg zu bauen. Das Gehen auf dem Sand, auf ihn prasselnder Regen, die Trocknung durch Sonnenwärme und Wind verwittern und egalisieren mit der Zeit alle Bauwerke aus Sand.
Üblicherweise ist ein Sandkasten aus Holzbrettern und Steinen gefertigt und in den Erdboden eingelassen, doch es gibt auch Modelle aus Kunststoff, die teilweise transportabel sind. Die Modelle aus Kunststoff haben hinsichtlich Form und Farben oft Ähnlichkeit mit Tieren und zeichnen sich durch kompakte Abmessungen aus. Verbreitet ist die Form einer Muschel, mit Rippen als Versteifung und einem Deckel, um den Sand vor Regen, Laubfall und Katzenkot zu bewahren. Ein aus Holz gefertigter Sandkasten bietet meistens eine Sitzbank.
Sandkästen sollen mindestens 40 Zentimeter tief mit Sand gefüllt sein, dessen Körner nach DIN 18034 einen Durchmesser von bis zu zwei Millimeter haben sollen.
Vor allem bei größeren Kindern kam es in der Vergangenheit schon zu einigen tödlichen Unfällen durch tief gebuddelte Löcher und Höhlen, die zusammenbrachen. Um solche Unfälle zu vermeiden, sollten ein Gitter, wasserdurchlässige Gewebefolien oder Verbundsteine unter dem Sand verbaut sein. Der Sand öffentlicher Spielplätze soll mindestens alle zwei Jahre gewechselt werden. Zur Kostenreduktion kann der Austauschzyklus durch Einsatz einer geeigneten Sandreinigungsmaschine bis auf das Dreifache verlängert werden.

## Beachvolleyball
Der Rahmen, der das auf einem festen Untergrund aus Sand errichtete Spielfeld für Beachvolleyball zusammenhält, wird etwas scherzhaft auch Sandkiste genannt. Dieser Rahmen trägt in der Regel eine Bande, eventuell mit Werbung, und darüber ein Netz, um den Ball zurückzuhalten.
Für ein Beachvolleyballfeld werden etwa 150 t gewaschener Quarzsand mit einer maximalen Korngröße von 0,1 mm verwendet.